# 聖安東尼奧德帕杜瓦

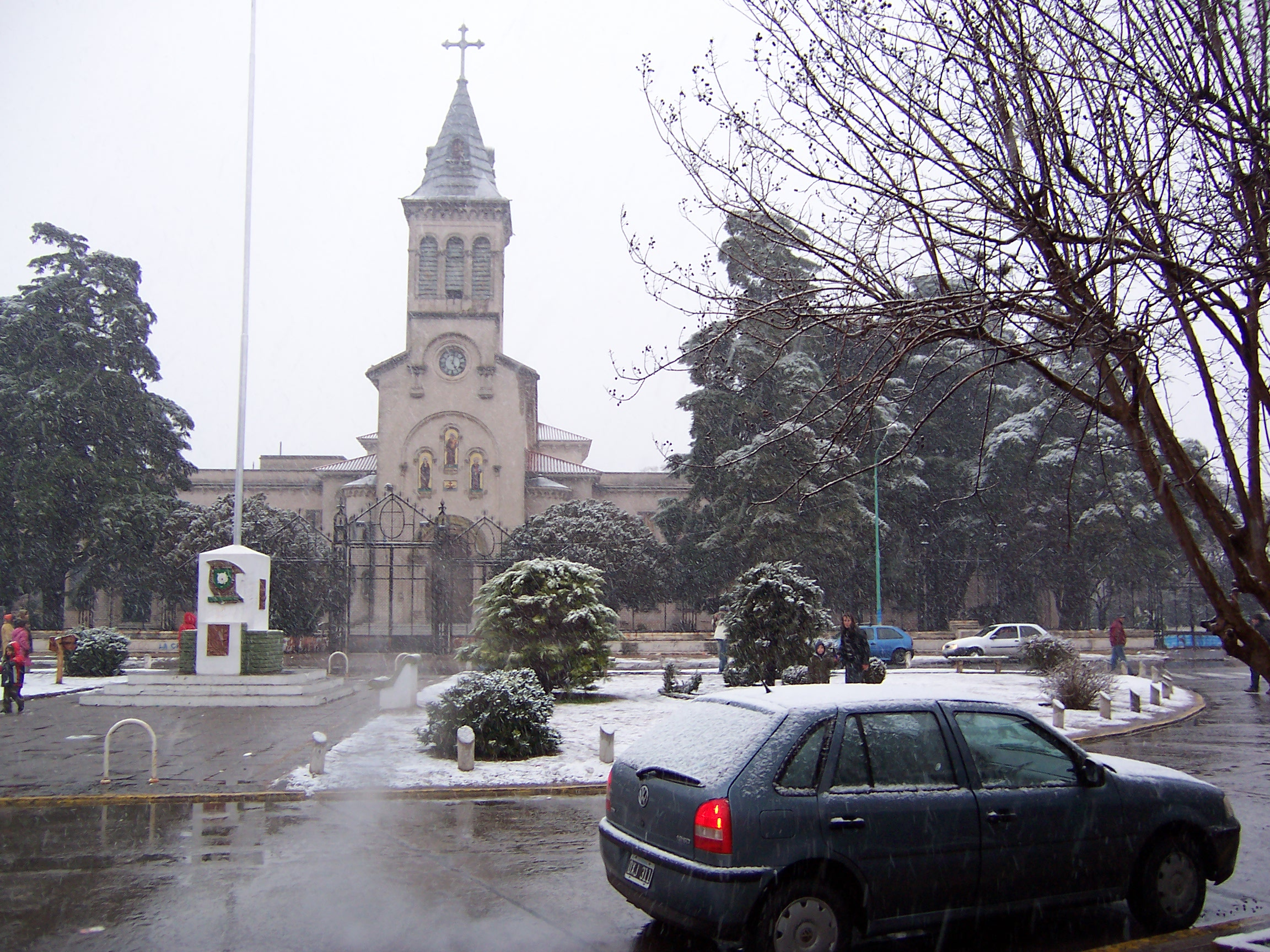

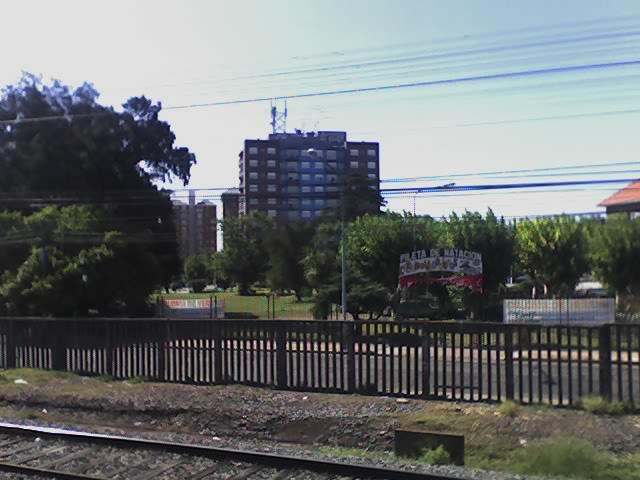

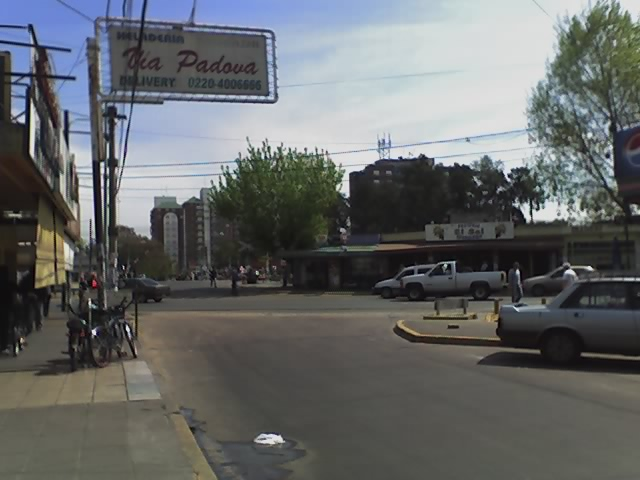

聖安東尼奧德帕杜瓦是阿根廷的城鎮，位於該國東北部，由布宜諾斯艾利斯省負責管轄，距離首都布宜諾斯艾利斯29公里，面積6.25平方公里，海拔高度20米，2001年人口37,775。

## 外部連結
- Ricardo Güiraldes Public Library （页面存档备份，存于）
- San Antonio de Padua City Portal （页面存档备份，存于）
- （西班牙文） Club Atlético San Antonio de Padua
- （西班牙文） CASA de Padua Rugby Club
- （西班牙文） Ituzaingó Golf Club